# Chain My Heart
«Chain My Heart» — песня немецкого продюсера Topic и американской певицы Биби Рексы. Она была выпущена как сингл 11 июня 2021 года лейблом Virgin Records.

## Предыстория
Topic сказал в интервью Popjuice, что он начал работать над композцией летом 2020 года в Стокгольме с A7S, прежде чем отправить ей Рексе, которая начала работать над ней удаленно.

## Содержание
Рекса сказала в своём заявлении: «„Chain My Heart“ — о том, как найти кого-то, кто действительно очаровывает ваше сердце, и не хочет отпускать его».

## Музыкальный клип
Музыкальный клип бывает 13 июля 2021 года, режиссёром выступил Джейсон Лестер. В нём показаны Topic и Рекса с группой «танцоров в коже» через индустриальную локацию Лос-Анджелеса. Также было отмечено, что в клипе есть «отсылка к видео и боевикам 80-х годов и подмигивание Берлинской ночной жизни»..

## Чарты

### Недельные чарты
| Чарт (2021)                                | Высшая позиция |
| ------------------------------------------ | -------------- |
| Германия (GfK)                             | 100            |
| Венгрия (Rádiós Top 40)                    | 15             |
| San Marino (SMRRTV Top 50)                 | 25             |
| Словакия (Rádio — Top 100)                 | 41             |
| Sweden Heatseeker (Sverigetopplistan)      | 18             |
| США (Billboard Hot Dance/Electronic Songs) | 16             |

### Годовые чарты
| Чарт (2021)                               | Позиция |
| ----------------------------------------- | ------- |
| US Hot Dance/Electronic Songs (Billboard) | 63      |

## Сертификации
| Регион                                                                      | Сертификация | Продажи |
| --------------------------------------------------------------------------- | ------------ | ------- |
| Бразилия (ABPD)                                                             | Золотой      | 20 000  |
| Данные о продажах + прослушиваниях приведены только на основе сертификации. |              |         |

## История релиза
| Регион | Дата         | Формат                              | Лейбл  | Примечания |
| ------ | ------------ | ----------------------------------- | ------ | ---------- |
| Разные | 11 июня 2021 | Цифровое скачивание музыки стриминг | Virgin | [ 14 ]     |